# Senuro Timur
Senuro Timur is een bestuurslaag in het regentschap Ogan Ilir van de provincie Zuid-Sumatra, Indonesië. Senuro Timur telt 1421 inwoners (volkstelling 2010).